# Brent Spar

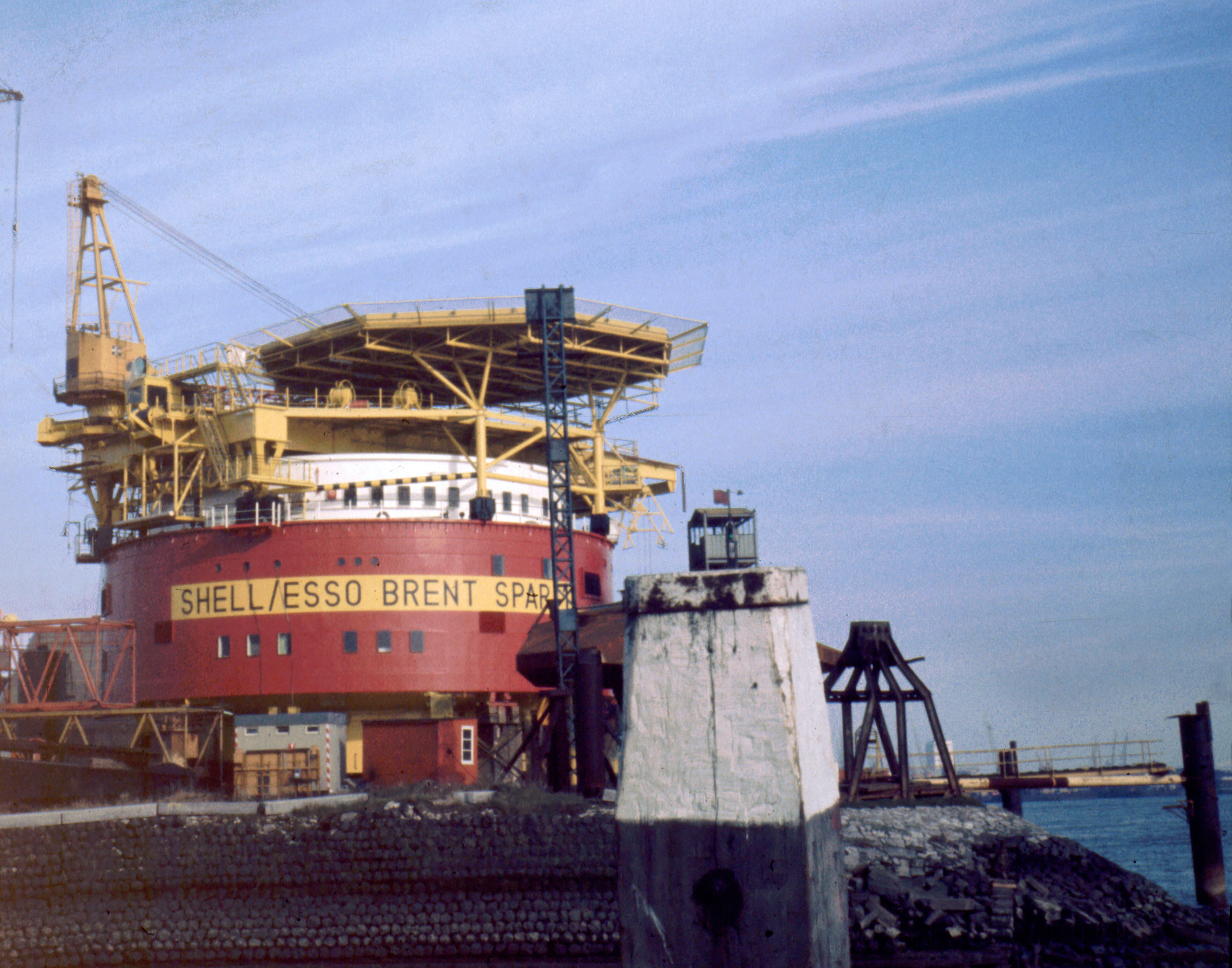
De bovenbouw in aanbouw bij IHC Gusto

De Brent Spar was een olieopslag- en laadinstallatie voor speciaal aangepaste shuttletankers, die werd gebruikt in het Brentveld. Hij bestond voornamelijk uit zes gesegmenteerde opslagtanks, samen voor zo'n 300.000 vaten olie, een bovendek met helikopterdek en accommodatie voor 28 personen. De Spar was 191 meter hoog en woog 14.500 ton. De installatie was op korte termijn duurder dan een gewone eenpuntsmeerboei, maar liep minder kans op beschadiging en daardoor minder risico voor vervuiling van het zeewater en tijdverlies voor reparaties.
De installatie werd in 1975 gebouwd door Wilton-Fijenoord, terwijl de constructie van de bovenbouw in 1976 door IHC Gusto werd gedaan. Daarna werd de installatie horizontaal naar de Erfjord gesleept door de Zwarte Zee en daar overeind geballast. Daarna werd de bovenbouw er op geplaatst door de Blue Whale.
In 1991 werd het platform overbodig door de Brentpijpleiding. In 1999 werd de spar in de Yrkefjord ontmanteld met behulp van het kraanschip Thialf.

## Ontmanteling
In juni 1995 werd de Brent Spar buiten gebruik gesteld door de eigenaars Shell en ESSO. Shell claimde, na eigen onderzoek, dat afzinken in de diepzee de beste optie was en dat afbreken op het land gevaarlijker zou zijn, schadelijker voor het (land)milieu en ook veel meer zou kosten. Het Britse ministerie van handel en industrie keurde het afzinken goed en stuurde een brief met ondersteunende documenten aan de secretaris-generaal van de OSPAR-commissie en naar de uitvoerende instanties van de Europese overheden. Er kwamen geen bezwaren en Shell UK ging door met de planning.
Door Greenpeace werd gesteld dat de installatie nog tonnen kwik, cadmium, koper, arseen en 5000 ton olie bevatte die vissen en zeebewoners zouden aantasten. Later onderzoek door het Noorse onderzoeksbureau Det Norske Veritas toonde aan dat Greenpeace zich een factor 1000 had vergist. Greenpeace gaf de fout toe en dat die was ontstaan doordat men dacht dat opslagtank 1 was bemonsterd, maar dat in werkelijkheid het bemonsteringsapparaat zich nog in de pijpleiding naar de opslagtank bevond en niet in de tank zelf. Greenpeace bleef bij het standpunt dat afzinken zou leiden tot ernstige milieuschade. Aanvankelijk weigerde Shell, zich beroepend op een zelf uitgevoerd onderzoek, waaruit bleek dat afzinken juist minder milieubelastend zou zijn.
Greenpeace riep wereldwijd op tot een boycot van Shelltankstations. Deze boycot leidde uiteindelijk op 20 juni 1995 tot de bekendmaking van het besluit om de Brent Spar niet af te zinken, maar om deze af te breken en delen van de stalen romp opnieuw te gebruiken bij de constructie van een nieuwe kade in Mekjarvik bij Stavanger in Noorwegen. Shell leed tijdens de campagne van Greenpeace ernstige imagoschade. Ook het imago van Greenpeace zelf kreeg een knauw toen achteraf bleek dat de Brent Spar weliswaar een aanzienlijke hoeveelheid gevaarlijke stoffen bevatte, maar dat inzake het resterende aantal ton aardolie een grote rekenfout was gemaakt.
De opdracht voor de ontmanteling ging naar Wood-GMC. Deze huurde Heerema in voor het hijswerk, waarbij kraanschip Thialf werd ingezet. In november 1998 hees deze de bovenbouw van de spar en daarna begon het proces om de spar in secties te snijden. De secties werden daarna met een portaalkraan op het ponton H 851 geplaatst, met uitzondering van de bodemsectie die kon blijven drijven. Op de H 851 werden de secties gereinigd en daarna naar Mekjarvik gebracht, waar de Thialf in juli 1999 de secties plaatste. Deze werden daarna gevuld met zand en vormden zo de fundatie van de kade die hier gebouwd werd.

## Keuze Shell
Doordat ook aan de wettelijke eisen was voldaan was Shell UK van mening dat afzinken de beste optie zou zijn geweest, zowel uit oogpunt van veiligheid als milieuvriendelijkheid. De overige delen van de group keken echter breder en zagen dat hun markten negatief reageerden. Er ontstond een scheiding tussen de publieke opinie in Groot-Brittannië en die op het Europese vasteland. Het afzinken zou de reputatie van Shell in het UK schaden, met name in de ogen van de Britse regering. Zo moest de voorzitter van het CMD Cor Herkströter kiezen tussen twee kwaden. Tot groot ongenoegen van Shell UK en de Britse overheid, die het gevoel hadden te moeten zwichten voor 'druk vanaf het continent'. John Major noemde Shell een stel 'watjes', omdat Shell had toegegeven aan de druk vanuit de samenleving.
Het opruimen van de Brent Spar heeft direct 41,5 miljoen pond gekost, dat was tweemaal meer dan voorzien. De kosten van onderzoek naar de manieren om de Brent Spar verantwoord op te ruimen, inclusief laten zinken op de zeebodem, ad 20 miljoen pond kwamen daar nog bij.
Shell refereerde naderhand regelmatig aan de Brent Spar-affaire als een belangrijke aanleiding voor de ontwikkeling van beleid op het terrein van maatschappelijk verantwoord ondernemen en de publicatie van het eerste duurzaamheidsverslag.

## Voorschriften
In Europa was het dumpen van afval vanaf schepen en vliegtuigen aan banden gelegd door de Osloconventie van 1972, later vervangen door het OSPAR-verdrag. De Brent Spar-affaire zorgde voor een aanscherping van dit verdrag in 1998, zodat alle platforms in de Noordzee moeten worden ontmanteld, hoewel dit verdrag minder streng is dan het Verdrag van Helsinki dat geldt voor de Oostzee. Een poging in 1996 om via het Verdrag van Londen het dumpen wereldwijd te verbieden mislukte.

## Naslagwerk
- (en)  Shell UK Brent Spar Dossier van Shell UK